# امیلی بلو
امیلی بلو (به انگلیسی: Emily Blue) با نام اصلی امیلی کارولین اوتنس (به انگلیسی: Emily Caroline Otnes)(زاده ۲۸ ژوئن ۱۹۹۴) خواننده، ترانه‌سرا، تنظیم‌کننده و تهیه‌کننده موسیقی آمریکایی است.